# Animal studies

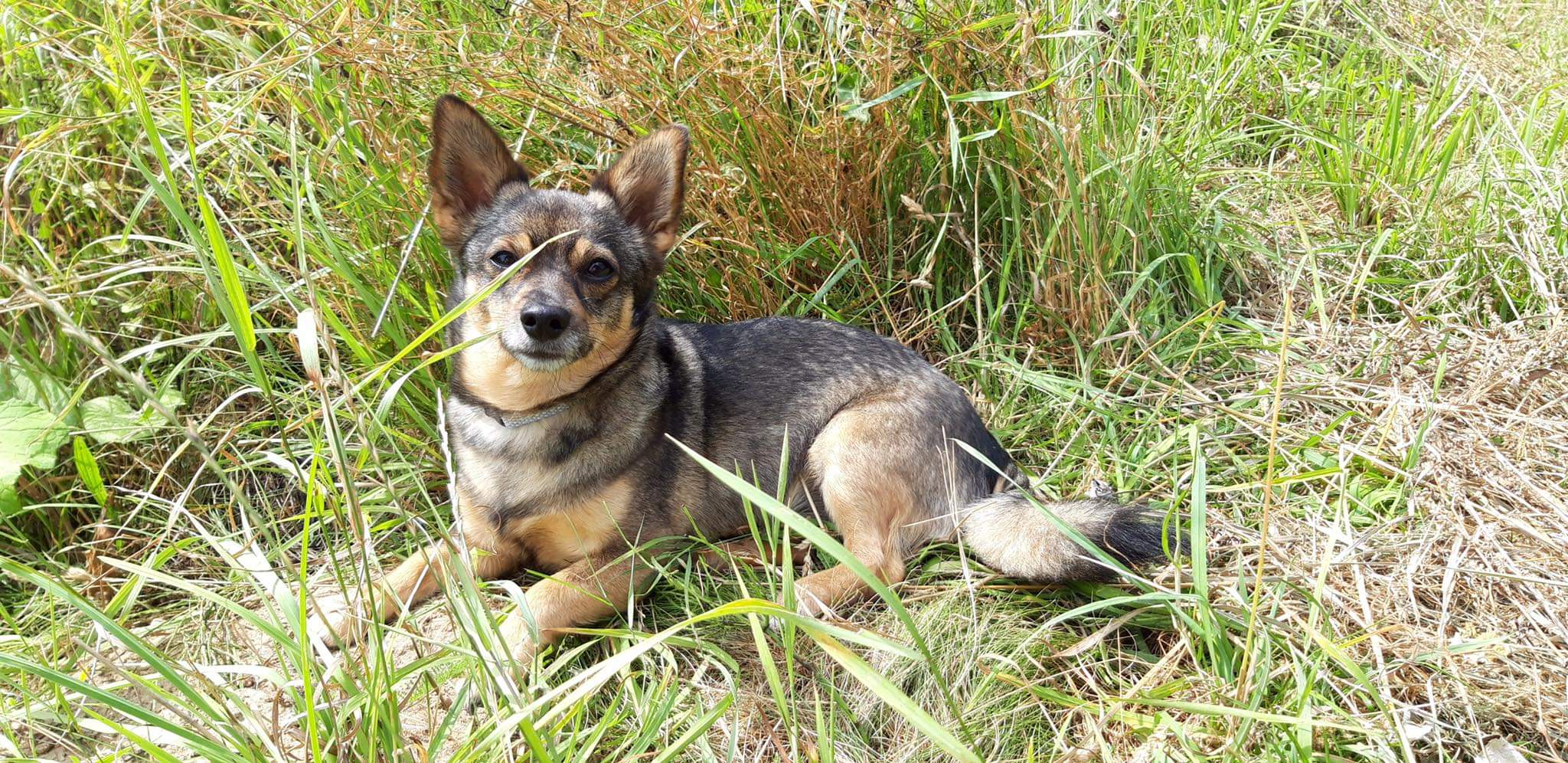
Przedstawiciel gatunku Canis lupus familiaris, najliczniejszego w kategorii zwierząt towarzyszących

Animal studies – interdyscyplinarny obszar badawczy zajmujący się szeroko pojmowaną kwestią zwierząt w dyskursie badań nauk humanistyczno-społecznych.

## Historia
Zwierzęta stały się przedmiotem zainteresowania antropologii kulturowej, w kontekście środowiska w którym porusza się człowiek. Rozważa symbolikę zwierząt w kulturach, jak i dywaguje nad podmiotowością zwierząt. Początek historii szeroko pojmowanej dyscypliny animal studies można dopatrywać w literaturze XIX w. Ukazuje ona po raz pierwszy cierpienie niewinnych zwierząt spowodowane ludzkim sadyzmem i egoizmem. Jednym z dzieł tego rodzaju jest Zbrodnia i Kara Fiodora Dostojewskiego. Zainteresowanie antropologii i socjologii tematem zwierząt, wynika pośrednio z refleksji nad przemianą ludzkich wartości moralnych.

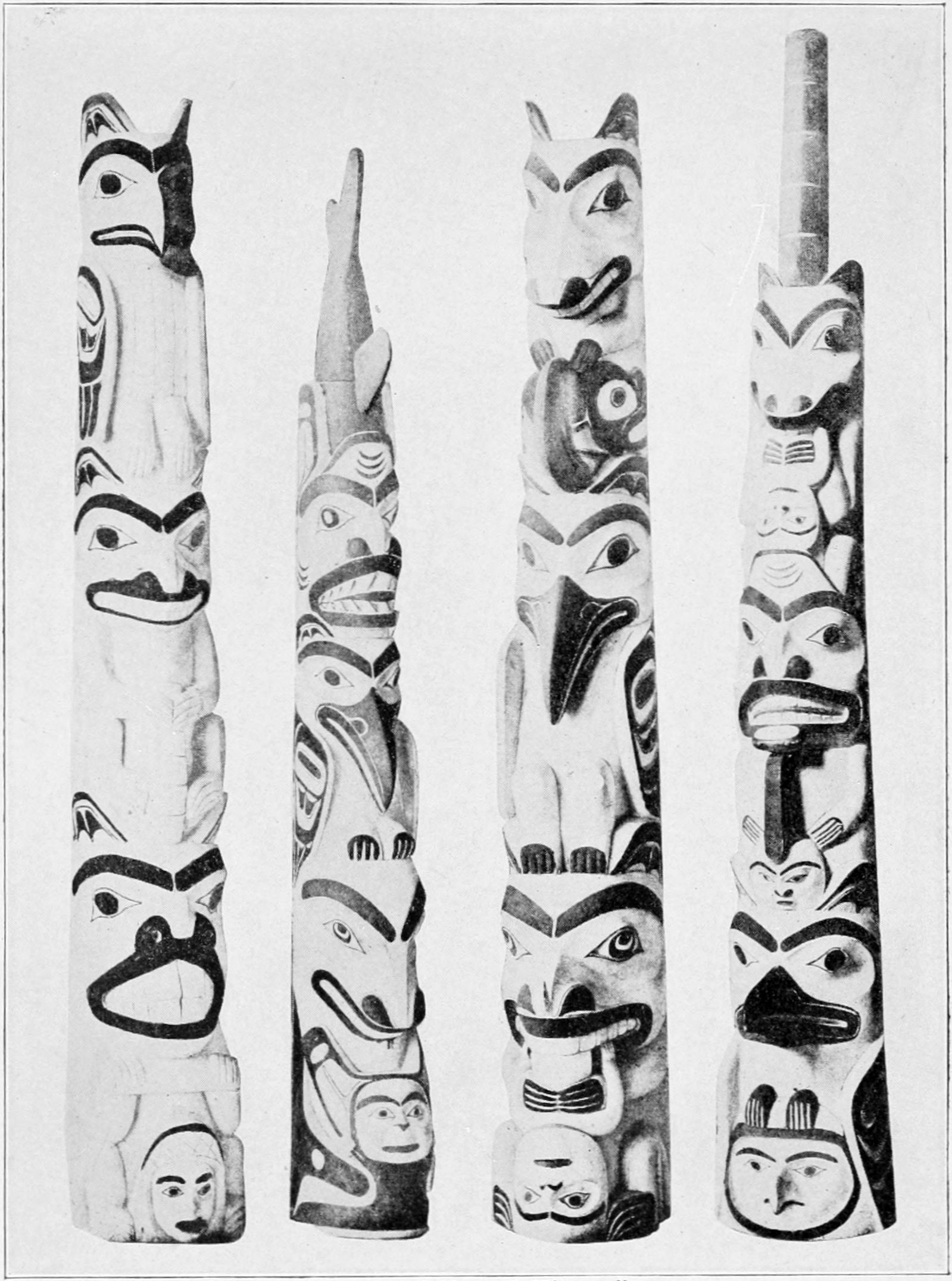
Pierwsze badania antropologiczne relacji ludzi i nieludzi były prowadzone w zakresie kwestii totemizmu

Pierwsi antropolodzy podkreślają znaczenie rozważań nad naturą, w kontekście jej rozdziału od kultury. Stwierdzono, że etnologia mająca podstawy w chrześcijańskiej kulturze Europy, traktowała totemizm jako nową formę egzotyczności, niezdolną do pogodzenia z podwaliną światopoglądu Europejczyków.
Pierwszym paradygmatem, który nawiązuje do tematu współcześnie zwanych animal studies jest funkcjonalizm Bronisława Malinowskiego. Przedstawia on wizję kultury jako „zestandaryzowanych działań służących adaptacji do warunków przyrodniczych”. Dokładniej przestawia to pisząc o postawie zoolotarycznej, gdzie stwierdza, że podwalinami stosunku człowieka do zwierząt jest ich jadalność. Natomiast w religijnym systemie, zwierzęta niebezpieczne, oddziałując silne na emocje ludzi, często stają się obiektem kultu.
Współczesne animal studies najczęściej występuje w opozycji do Kartezjańskiego spojrzenia na zwierzęta, które przedstawiało zwierzęta w głównie jako nieodczuwające emocji idealne maszyny. Za sprawą filozofii oraz literatury, zaczęto kwestionować dominację absolutną człowieka nad światem zwierząt.
W XIX w. ukazuje się przełomowa praca Lewisa Morgana The American Beaver and his Works, w której na przykładzie bobrów przedstawia umysły zwierząt na niższym stopniu rozwoju od umysłu ludzkiego. Również Bruno Latour i Claude Lévi-Strauss kwestionują rozdział natura–człowiek. Przełomem okazał być się neokantyzm. Określił nauki humanistyczne, jako różne od nauk przyrodniczych. Alfred L. Kroeber kontynuował tę myśl, stwierdzając, że różnicą między gatunkiem ludzkim a resztą stworzeń jest wytwarzanie kultury, tj. przyswajanie umiejętności i zdolność przekazywania ich innym. Po wprowadzeniu relacji człowiek–zwierzę do badań z zakresu antropologii, powstał nowy paradygmat, tzw. antropologia ekologiczna, która kontrastuje z myślą A. Kroebera. Głównym jej przedstawicielem został Tim Ingold, który prezentuje człowieka nie w opozycji do natury, lecz w syntezie. Ponadto podkreśla, że „przypisywanie znaczenia obiektom przyrodniczym nie jest domeną wyłącznie ludzi” oraz zaznacza jakościowy podział między ludźmi a zwierzętami.
Druga połowa XX w. to okres, kiedy na nowo podejmuje się dyskusję nad kwestią zwierząt w naukach humanistycznych. Etnolodzy, inspirując się postulatem Karola Darwina zawartym w dziele O wyrazie uczuć u człowieka i zwierząt, uznają wysoki poziom inteligencji i samoświadomości zwierząt. Spotkali się oni zarówno z krytyką o nadmierną antropomorfizację zwierząt, jak i poparciem badaczy z zakresu zoopsychologii i ekologii. Współcześnie nauki humanistyczne dążą do zniwelowania poziomu antropocentryzmu, co na stałe wprowadziło animal studies w zakres badań antropologii kulturowej.
Badania z obszaru animal studies w ostatnim czasie skupiają się głównie na kwestii zwierząt towarzyszących, ponieważ to właśnie relacje ludzi ze zwierzętami domowymi odgrywają znaczącą rolę w społeczeństwie i tym samym wywierając największy wpływ na kształtowanie się kultury. Popularność psów i kotów nie została jeszcze dogłębnie zbadana przez antropologów, choć jest to temat dobrze rozpoznany w dziedzinach socjologii i psychologii.

## Współczesne kierunki badań animal studies

### Teorie queer, gender oraz ekofeminizm
Zakres badań animal studies może łączyć się z teorią queer, gender a zwłaszcza z nurtem ekofeminizmu. Podejmują one m.in. takie kwestie jak znaczenie mięsa w tworzeniu się supremacji płci męskiej oraz patriarchalnym dualizmie sprowadzającym kobiety i zwierzęta do wartości zasobów przyrody.
W duchu feministycznym również przedstawiona jest kwestia rozumienia „praw zwierząt”, czyli faktyczne uprzedmiotowienie zwierząt poprzez samą dywagację, czy należą im się prawa, analogicznie do dyskusji w sprawie „praw kobiet”. Podstawową różnicą w stanowisku wobec problemu nierówności kobiet, studiów nad etnicznością a animal studies jest brak możliwości przedstawienia swojego stanowiska w tej sprawie przez same zwierzęta.
Współcześnie w naukach humanistycznych można dostrzec wyraźny podział pomiędzy tzw. „miłośnikami” oraz „oponentami” natury. Ci pierwsi upatrują w naturze zdolności tworzenia porządków determinacji oraz dostarczenia narzędzi, które stwarzają możność oceny zliberalizowania lub skalę represyjności instytucji społecznych. Oponenci rozpoznają naturę jako rodzaj stanu i dyskursywnego konstruktu. Dlatego zdarza się, że w swoich sądach stosują naturalizację, proces myślowy, który określa panujące w społeczeństwie prawa oraz reakcje polityczne, np. uzasadnienie bezprawności małżeństw jednopłciowych.
Równoległy rozwój gender i animal studies jest wynikiem historycznych refleksji oraz podejmowanych prób walki z wykluczeniem grup społecznie ułomnych ze względu dostrzegania w nich prymitywności, bestialskości, cielesności oraz kobiecości. Podział ten odzwierciedla się w dobie myśli oświecenia, kiedy kultura była wyznacznikiem moralności oraz stanowiła swego rodzaju moc naprawczą wobec grzechu, kojarzonego z nieujarzmioną naturą.
We wszystkich kulturach kobiety są rozpoznawane są jako bliskie natury lub będące częścią natury ze względu na biologiczne funkcje reprodukcyjne, świadczy o tym również kultura materialna, która antropomorfizuje przyrodę za pomocą wizerunku kobiety. Niższość natury w stosunku do kultury uargumentuje niższość kobiet w stosunku do mężczyzn oraz znaczne ograniczenie kobiet w dostępie do kulturowo najcenniejszych ról. Feminizm łączy się w tym przypadku z animal studies ze względu na walkę z ideologią biologicznej hierarchiczności społeczeństwa.

### Studia nad traumą a animal studies
Animal studies łączą się ze studiami nad traumą, z powodu ogromnej ilości przemocy jakiej doświadczają zwierzęta oraz trudności ze zrozumieniem oraz określeniem sposobu w jaki tej przemocy doświadczają, ponieważ nie można usłyszeć ich głosu w tej sprawie. Przemoc wobec dokonywana jest na wiele sposobów. Konie są ofiarami przemocy ze względu na ich zastosowanie do prac np. w gospodarstwie, zaprzęganie koni wiąże się biczowaniem oraz innymi formami przemocy, które skłaniają konie do biegu. Psy wykorzystywane traktowane były jako rozrywka, podczas festiwali, kiedy próbowano odciąć im ogon. Ich liczebność kontrolowano przez przeprowadzanie bolesnego zabiegu kastracji u samców lub przez eksterminacje samic. Obecnie psy doznają przemocy podczas nielegalnych walk psów.

### Krytyka posthumanistyczna i postantropocentryczna w animal studies
Krytyka postantropocentryczna w Europie zapoczątkowana została przez filozofa Fryderyk Nietzschego. XX w. to okres różnicowania się nurtu postantropocentrycznego od posthumanistycznego, który w swojej krytyce oprócz wiedzy z dziedzin filozofii, historii i klasycznej humanistyki wykorzystuje zdobycze technologii i nauk przyrodniczych. Postantropocentryzm zostaje ugruntowany na podstawie relacji z badań terenowych prowadzonych przez antropologów na obszarach pozaeuropejskich. Świadczyły o społecznym statusie obiektów przyrodniczych w kulturach badanych ludów. Jednym ze znanych projektów i postulatów myśli postantropocentrycznej jest „parlament rzeczy” i „polityka ekologiczna” autorstwa Brunoa Latoura, który mówi o przejściu do społeczeństwa kolektywnego uzupełnionego aktorów nie-ludzkich.
Badania animal studies często prowadzone są w duch postkolonialnym. W okresie kolonialnym dyskryminacja ludów tubylczych przez Europejczyków wiązała się z traktowaniem ich na równi ze zwierzętami. Do kategorii badań postkolonialnych zaliczana jest analiza literatury Franza Kafki oraz jego dzieła pt. Sprawozdania dla Akademii z 1919 r. Gayatri Chakravorty Spivak, zaznacza, że uciskani mogą jedynie przemówić w języku zachodnich intelektualistów. W przełożeniu na kontekst animal studies jest to niemożność przemówienia zwierząt językiem ludzi. W nurt krytyki postkolonialnej wpisane są również postulaty o przyznanie praw zwierzętom, które mają z ludźmi najwięcej cech wspólnych, faworyzując tzw. „najbardziej ludzkie zwierzęta”. Czyli zwierzęta zdolne do nawiązywania relacji, o podobnej fizjologii ciała, tym samym dyskryminując zwierzęta, które nie wpisują się w „ludzkie” kategorie.
Posthumanizm krytykuje uprzywilejowaną tożsamość człowieka względem innych oraz wskazuje na istnienie gatunkowego szowinizmu tzw. gatunkowizmu (ang. speciesism). Jedną z najbardziej znanych koncepcji posthumanistycznych, którą można rozpatrywać w tym odniesieniu jest koncepcja Donny Harway zawarta w eseju Manifest cyborga.

### Animal studies i antropologia komunikacji
Komunikacja międzygatunkowa jest przedmiotem badań w zakresie antropologii komunikacji. Przez lata kwestia stopnia zaawansowania porozumiewania się ludzi i zwierząt była nieznana, a liczne teorie w tym zakresie błędne. Na podstawie ostatnich badań naukowych wiadomo, że zdolność mowy związana jest z wystąpieniem genu FOX P2, który pojawił się u człowieka neandertalskiego około 60–800 tys. lat temu. Zakwestionowano w ten sposób unikalność językową człowieka rozumnego.
Antropologia komunikacji łączy się z dyscypliną zoosemiotyki, w ramach jej można wyróżnić kilka rodzajów zastosowanych metodologii, w tym analiz: środowiska i sposobu jego percepcji, biokomunikacji między zwierzętami, organizacji przestrzeni oraz jej wykorzystania opartej na badaniach konkretnego gatunku, reprezentacji zwierząt w literaturze, sztuce, filmach i innych tekstach kultury.
Nową dyscypliną z obszaru antropologii komunikacji są studia nad lingwistyką i komunikacją gatunków. Na podstawie badań dowiedziono, że komunikacja zwierząt zdominowana jest przez środowisko oraz czynniki kontekstualne. Nie można wyciągać wniosków dotyczących całego gatunku, ponieważ wśród zwierząt występuje wiele różnic osobniczych. Badania w zoo, w warunkach domowych mogą być rozpatrywane pod kątem studium przypadku.
Dialog międzygatunkowy może być rozpatrywany jako zbiór interakcji w formie gestów czy wydawania dźwięków o określonym tonie. Szczególną rolę w antropologii komunikacji odgrywają badania relacji ludzi oraz zwierząt towarzyszących. Wpisuje się on w nurt sentymentalnego antropomorfizmu, tym samym uznając złożoność zwierzęcej psychiki oraz zdolności do odczuwania emocji.

## Kategorie badań relacji w animal studies

### Zwierzęta towarzyszący zedypalizowane

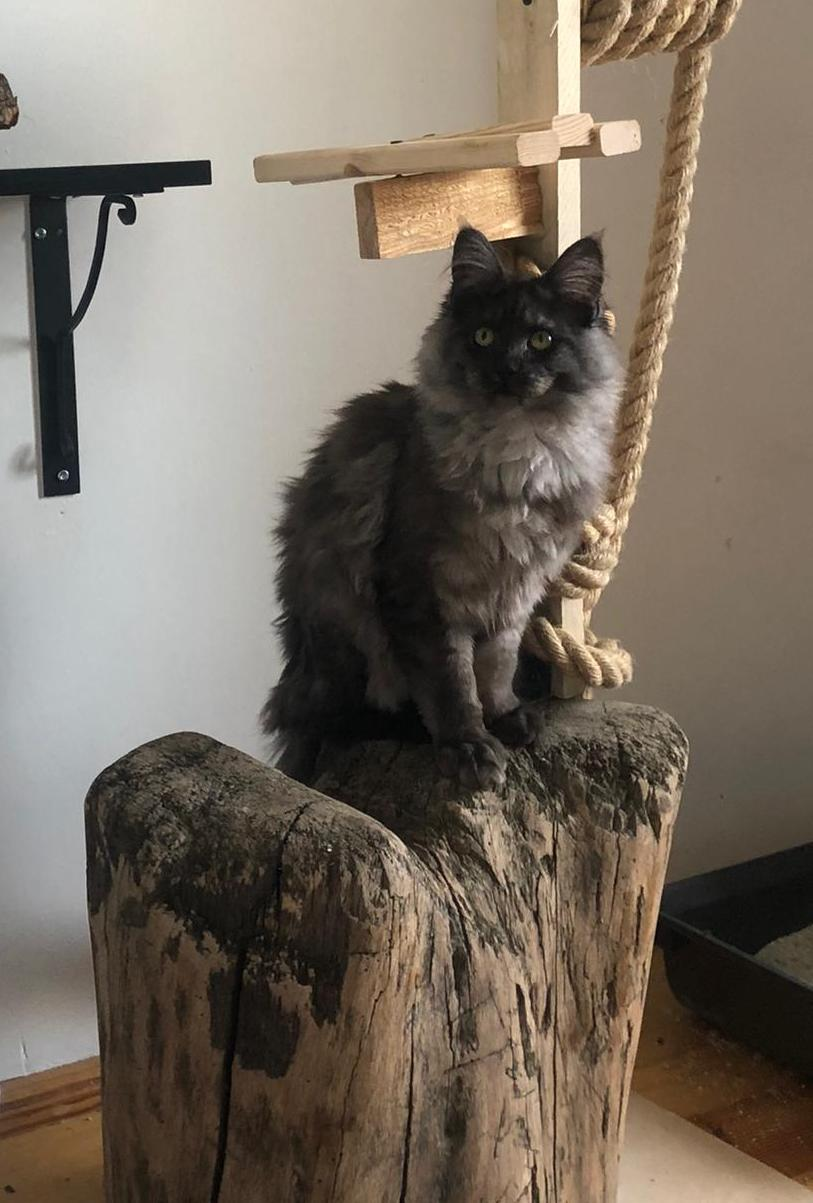
Kot rasy maine coon na drapaku. Ich właściciele przystosowują przestrzeń domu do potrzeb ich podopiecznych.

Gillles Deleuze i Félix Guattari w swoim dziele Mille plateaux wyróżniają trzy kategorie zwierząt, wśród których jedną grupę tworzą zwierzęta zedypalizowane. Są to zwierzęta domowe, obdarzane ludzkim sentymentem i powszechnie uznawane za niejadalne, spowodowane ich wysoką antropomorfizacją. Ludzkie podejście do psów i kotów przez lata pozostawało ambiwalentne. Pozytywny lub negatywny charakter tych relacji kształtował się w oparciu o trendy społeczne, kulturowe lub religijne.
Psy i koty to zwierzęta, które zajęły szczególną rolę w życiu człowieka, podlegając edypalizacji. Jest to spowodowane ewolucją komunikacyjną tych zwierzą na drodze adaptacji jako zwierząt towarzyszących. Koty miauczą w celu wysyłania komunikatu ludziom, w naturze bardzo rzadko wydają tego rodzaju odgłosy. Psy potrafią komunikować się na trzy sposoby, wyrażając stan emocjonalny, informując o stopni hierarchii oraz o potrzebach i pragnieniach. Ludzie silnie antropomorfizują te dwa gatunki zwierząt i tworzą z nimi zwykle relacje opiekuńcze, stawiając się tym samym na wyższej pozycji i uzależniając zwierzę od własnych zamysłów i oczekiwań względem nich.
Niektórzy badacze wskazują, że początek kontaktów ludzi ze zwierzętami o charakterze opiekuńczym łączy się z ludzką potrzebą kontroli nad tym co nieoswojone i naturalne, stwarzające zagrożenie. Bezpieczeństwo zapewniała człowiekowi kultura, stąd nadanie relacjom ze zwierzętami symboliki kulturowej.
Współcześnie psy i koty pełnią czasem funkcje zastępczą rodziny. Ulegają społecznej antropomorfizacji przez nadawanie im ludzkich imion. Wraz ze wzrostem ich rangi w społeczeństwie rozwija się przemysł zoologiczny, oferując odzież, artykuły higieniczne oraz usługi pogrzebowe. W przestrzeni internetowej pojawiają się liczne cmentarze wirtualne dla zwierząt, które spełniają funkcje symbolicznego substytutu cmentarza fizycznego. Niektóre przedsiębiorstwa w Japonii umownie akceptując psa jako członka rodziny wypłacają pracownikom posiadającym to zwierzę miesięczny dodatek do pensji.

#### Pies domowy

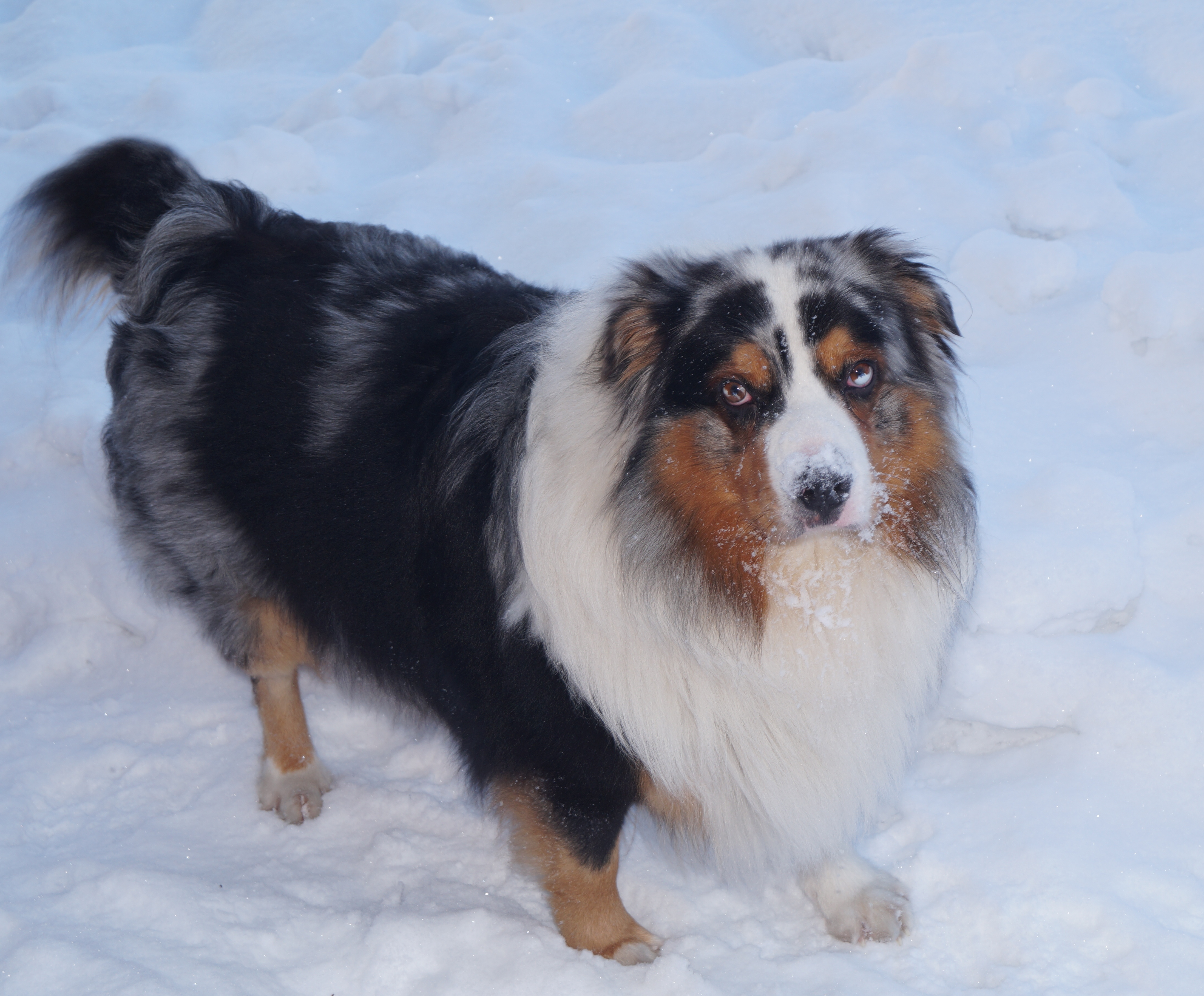
Rasowy pies typu pasterskiego, owczarek australijski

Pies domowy pełnił kluczowe funkcje w społeczeństwie od czasów jego domestykacji. Archeologiczne dowody z okresu plejstocenu wskazują, że wilk szary był pierwszym udomowianym gatunkiem zwierząt. Szczątki pierwszych canis lupus familiaris odnaleziono 14 tys. lat p.n.e. na terenie Europy i Azji. Psy prawdopodobnie były początkowo wykorzystywane przez ludy łowiecko-zbierackie jako zwierzęta myśliwskie. Psy domowe były jedynymi zwierzętami oswojonymi przez rdzennych rdzennych Amerykanów w Ameryce Północnej i wykorzystywane podczas polowań.
Różnorodność rasowa psów jest wynikiem sztucznie prowadzonego przez człowieka doboru od okresu kamienia łupanego. W Imperium Rzymskim klasyfikowano psy ze względu na ich zdolności myśliwskie, stróżujące i pasterskie oraz reprezentacyjne, jako symbol stanowiący o klasie i przynależności religijnej jednostki. W społeczeństwie nowożytnym Europy psy, dzięki wykorzystywaniu ich w łowiectwie sportowym, symbolizowały odwagę oraz żywotność. W XV w. pojawiły się na dworach szlacheckich jako psy reprezentacyjne i do towarzystwa.

#### Kot domowy

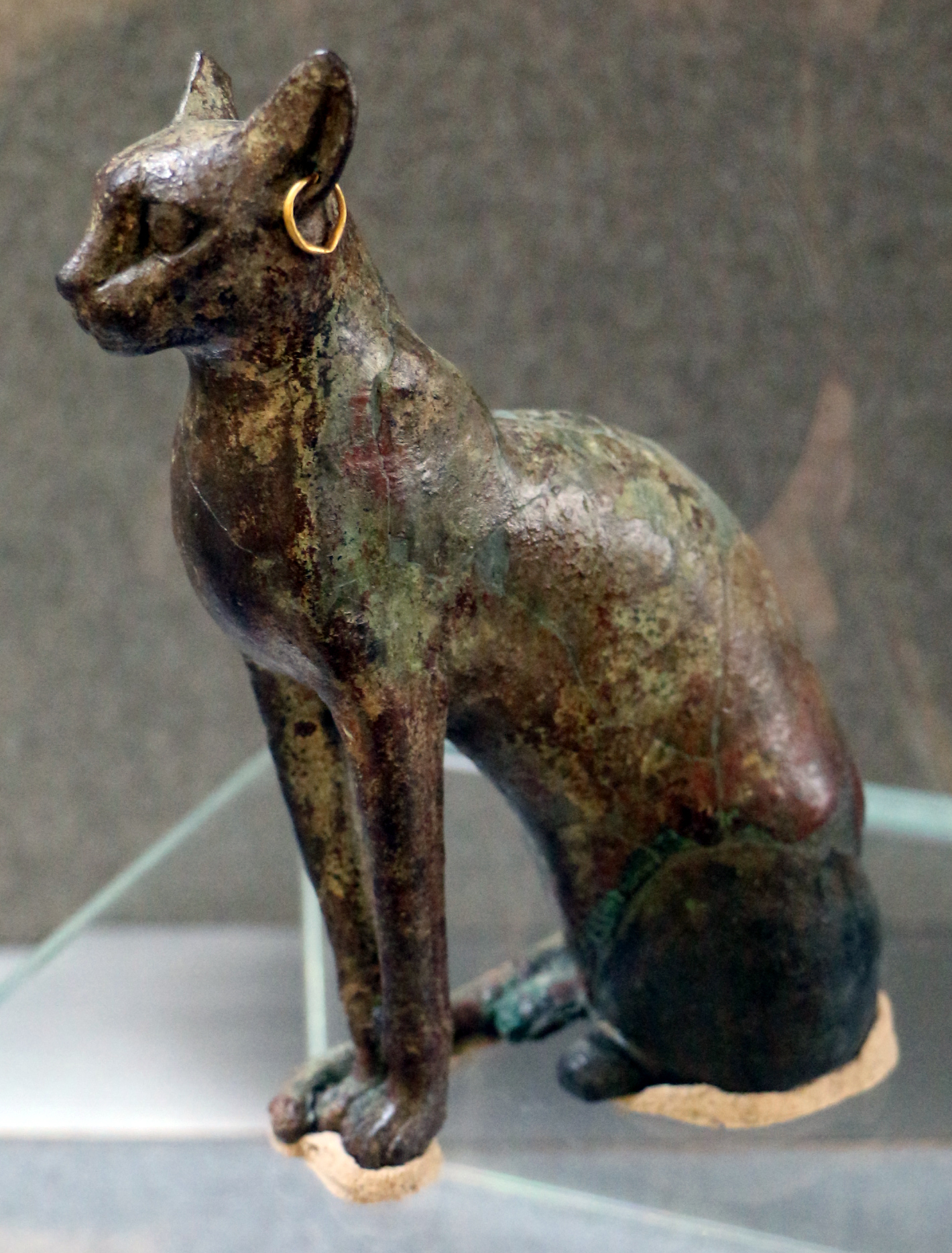
Statuetka bogini Bastet, VI–IV wiek p.n.e. Muzeum Archeologiczne w Mediolanie

Prawdopodobnie genetycznym przodkiem kota domowego jest kot nubijski, który ewoluował w procesie domestykacji niezależnej od człowieka. Z tego powodu udomowienie kota jest niejednoznaczne i nieokreślone w czasie, ponieważ przez długi okres koty bytowały w bliskiej styczności z człowiekiem, lecz jako zwierzęta nieoswojone. Dowody archeologiczne sugerują, że po raz pierwszy koty poddane zostały procesom domestykacji w starożytnym Egipcie około 2000 lat p.n.e. Koty były cenione za ich umiejętności łowieckie, zwłaszcza za łapanie gryzoni. Spełniały również ważne funkcje religijne. Koty płci męskiej symbolizowały boga Słońca Ra, natomiast koty płci żeńskiej reprezentowały kolejno boginię Nebethetepet oraz boginię płodności Bastet. W konsekwencji używano ich w obrzędach ofiarnych, podczas których były rytualnie mumifikowane. Zabójstwo kota było dopuszczalne jedynie w tej formie, ponieważ panował powszechny zakaz ich zabijania, co sankcjonowano karą śmierci. Koty były członkami gospodarstw domowych, ich śmierć opłakiwano poprzez symboliczne golenie brwi przez członków rodziny.
Pomimo egipskich zakazów do wywożenia kotów poza teren kraju, z czasem rozprzestrzeniły się na terenie całej Europy i Azji. Dominacja chrześcijaństwa w Europie spowodowała zmianę powszechnej retoryki dotyczącej kotów i spadek ich popularności. Jako symbol pogańskich bóstw płodności, seksualności i macierzyństwa stanowiły zagrożenie dla nowej religii monoteistycznej. Stały się wyobrażonym uosobieniem demonów oraz czarownic. W okresie inkwizycji koty, wraz ze swoimi właścicielkami oskarżanymi o uprawianie czarów, były torturowane oraz zabijane.

#### Zooterapia
Zwierzęta towarzyszące są wykorzystane w wielu metodach rehabilitacyjnych. Najpowszechniejszym gatunkiem stosowanym w tych celach jest pies domowy. Dogoterapia wykorzystywana jest. m.in. w readaptacji społecznej osób pozbawionych wolności, przeprowadzana w jednostkach penitencjarnych. Tego rodzaju terapię z udziałem psa po raz pierwszy zastosowano w waszyngtońskim więzieniu dla kobiet w 1981 r. Ze względu na liczne opracowania naukowe świadczące o wysokiej skuteczności animaloterapii, została ona wdrożona jako metoda resocjalizacji do zakładów karnych państw takich jak Kanada, Wielka Brytania, Australia. Od 2010 r. programy dogoterapeutyczne prowadzone są w polskich placówkach penitencjarnych.

### Relacje ludzi ze zwierzętami a symboliczna nieczystość
Posiadanie zwierząt domowych staje się normą kulturową, zwłaszcza w obrębie cywilizacji euro-amerykańskiej. Właściciele uważają, że dobrostan zwierząt jest konieczny. Działania na rzecz antropomorfizacji zwierząt mają swoje uzasadnienie w próbie sprostania symbolicznemu zagrożeniu jakim jest zwierzęca nieczystość. Kwestia rytualnej i symbolicznej nieczystości jest szeroko opisana w ramach dyscypliny antropologicznej. O świeckim konstrukcie brudu pisała m.in. Mary Douglas. W nawiązaniu do jej koncepcji zwierzęta towarzyszące uznaje się za anomalię, ponieważ mimo naturalnych instynktów i zachowań wobec defekacji, zwierzęta domowe nie są postrzegane w kategoriach nieczystości. Sposoby radzenia sobie z tą komplikacją opisane są przez Douglas w analizie zjawiska anomalii, która polega na zmniejszeniu anomalii przez nadanie jej nowej interpretacji i kontrolowania jej w sposób fizyczny.
W przypadku opiekunów psów i kotów występuje analogiczne zjawisko zmiany interpretacji, poprzez nadanie zwierzęciu statusu domownika oraz włączenie jego zachowań do zbioru zachowań mieszkańców domu. Zasada ta ogranicza się jedynie do poszczególnego zwierzęcia, które zostało włączone do społeczności domowej; nie znajduje zastosowania do reszty zwierząt tego samego gatunku. Grupa właścicieli uwidacznia drugi schemat zachowań, czyli kontroluję sferę fizyczną, poprzez restrykcje odnośnie do przyzwolenia na leżenie zwierzęcia na meblu sypialnym lub kontaktu zwierząt z zastawą stołową. Jest to widocznie w sferze publicznej przez zakaz wprowadzania zwierząt na teren szpitali lub domów opieki, pomimo naukowych dowodów o bardzo niewielkiej liczbie chorób odzwierzęcych występujących u psów i kotów.

### Konsumpcja
Relacje ludzi ze zwierzętami zawsze łączą się z konsumpcją oraz tabu pokarmowego. Kwestia ta podejmowana jest w koncepcji o anomaliach Mary Douglas, polemiki o wartości rytualnej Alfreda Radcliffe-Browna oraz heglowsko-marksistowską dialektyką Claude Lévi-Strauss’a. Pomimo rozmaitości dostępnego pokarmu, tylko część zostanie sklasyfikowana jako jadalna. Wiąże się to trawestacją kulturową. Edmund Leach stworzył podział żywności jadalnej na trzy kategorie: materia jadalna, która rozpoznawana jest jako żywność i spożywana w ramach standardowej diety, materia jadalna uznawana za potencjalną żywność, spożywaną wyłącznie rytualnie oraz jadalne surowce, które ze względu tabu funkcjonujące w poszczególnej kulturze, są rozpoznawalne jako niejadalne. Teoria tabu Edmunda Leacha opiera się na paradygmacie strukturalistycznym. Została poddana krytyce przez pragmatyków, ze względu na założenie, że zwierzęta kategoryzowane są na podstawie ich społecznego wobec do ludzi.
W kulturze europejskiej do zwierząt jadalnych zalicza się ryby, ptaki i ssaki. Dostrzegalny jest podział w tej grupie ze względu na ciepłotę ciała. Ptaki i ssaki ze względu na podobieństwo do ludzi wynikające ze sposobu odbywania stosunków seksualnych są postrzegane jako bliższe ludziom, dlatego ich ubój jest prowadzony humanitarnie. Nie ma ograniczeń mówiących o sposobach pozbawiania życia ryb, a ich spożycie nie jest zakazane w czasie katolickiego postu. Owady i gady są rozpatrywane w kategorii tabu, z powodu sprzeczności takich jak lądowy tryb życia oraz jednoczesny brak nóg. Wyjątkiem jest pszczoła miodna, której przypisuje się inteligencję oraz życzliwość wobec społeczeństwa.
Jedną z praktyk, która szczególnie wpłynęła na obraz relacji międzygatunkowych jest antropofagia. W kulturach konsumpcja człowieka jest dopuszczalna wyłącznie jako akt rytualnego kanibalizmu. Każdy inny przypadek spożycia człowieka, zwłaszcza przez przedstawiciela innego gatunku jest naruszeniem antropogenetycznej granicy, o której pisał Michaił Michajłowicz Bachtin. Polega ona na supremacji człowieka względem zwierząt, spowodowanej uzyskaniem szczytowej pozycji w łańcuchu pokarmowym.

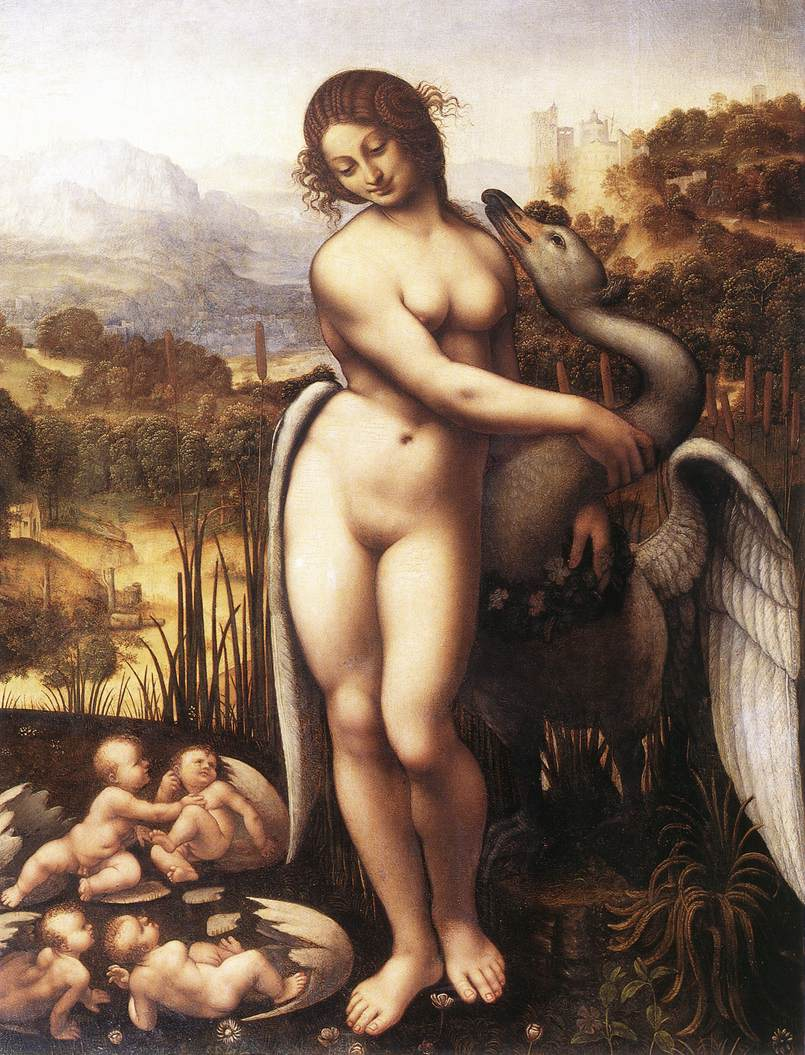
Leda z łabędziem, mit grecki opisany w Metamorfozach Owidiusza

### Obcowanie płciowe ze zwierzętami w kulturze
W przedchrześcijańskiej Europie międzygatunkowe stosunki seksualne były traktowane neutralnie, niekiedy wchodziły w skład powszechnych zachowań kulturowych np. motyw ten często pojawiał się m.in. w mitach greckich. Okres średniowiecza przyniósł znaczne zmiany światopoglądowe. Stosunki seksualne ze zwierzętami zostały surowo zabronione. Jednym z powodów tych zmian był chrześcijański dogmat o podmiotowości ludzkiej, która w wyniku kontaktu seksualnego ze zwierzęciem zostaje utracona. Współcześnie stosunki płciowe ze zwierzętami są kontrolowane kulturowo w większości społeczeństw na świecie, a w wielu krajach kodeks karny przewiduje sankcje za obcowanie płciowe ze zwierzętami.

## Zwierzęta w wierzeniach

### Religia Słowian
W wierzeniach słowiańskich istoty nadprzyrodzone najczęściej przyjmowały zoomorficzną postać zwierząt domowych. Wynikało to m.in. z ich bliskiego kontaktu z ludźmi oraz ich ważnej roli w gospodarstwie. Psy i koty postrzegane były jako personifikacja Śmierci, dusz zmarłych lub demonów, na tej podstawie przypisywane były im paranormalne zdolności przewidywania przyszłości. Zwierzęta towarzyszące były wykorzystywane w rytuałach ofiarniczych związanych z budową nowej chaty oraz praktykach o charakterze magicznym, polegających na wyznaczeniu odpowiedniego miejsca na budowę nowej koliby (na Huculszczyźnie) oraz widzenie mar nocnych. Można zauważyć dychotomię gatunkową związaną z wizerunkiem psa i kota w wierzeniach przedchrześcijańskich.

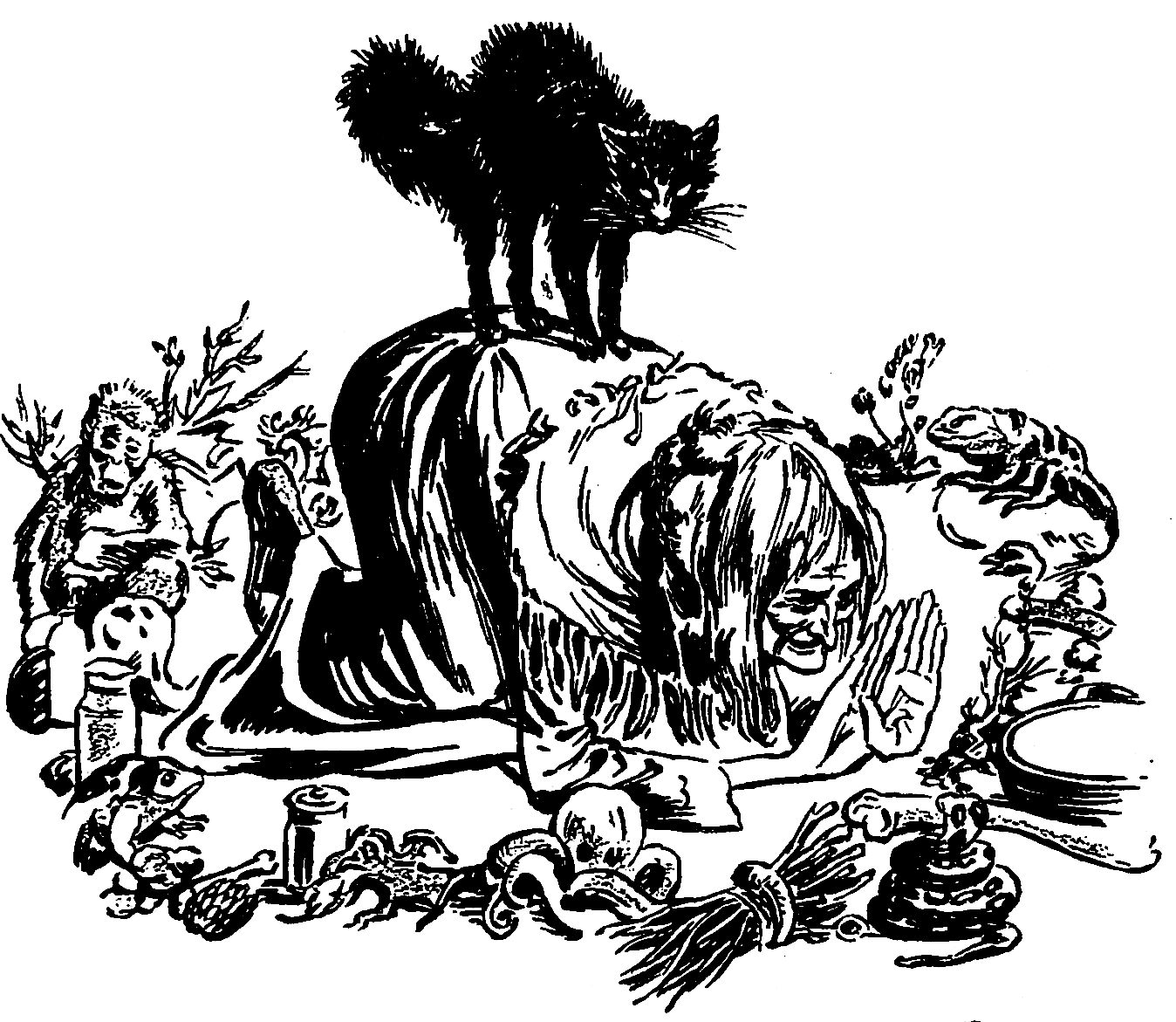
Wiedźma w asyście czarnego kota. Ilustracja autorstwa Irwina J. Weilla w czasopiśmie Weird Tales.

Kot w wierzeniach słowiańskich (oraz w wielu innych np. w mitologii egipskiej, celtyckiej, babilońskiej) postrzegany był jako istota demoniczna, co wiązało się z jego nocnym trybem życia oraz wyglądem zewnętrznym, czarnym kolorem umaszczenia oraz oczami świecącymi w ciemności.. Na jego sakralny charakter składała się symboliczna liczba jego żyć, wieszcza rola w obrzędowości oraz uosobienie płanetników, zmor lub demonów, po okresie chrystianizacji również jako wcielenie czarta lub licha. Kota utożsamiano przede wszystkim z wiedźmą i czarownicą. Związek ze sferą sakralną zaowocowało powszechnym zakazem zabijania tego gatunku zwierząt. Jego postać można odnaleźć w ludowych obrzędach dorocznych takich, jak „zabijanie grajka” oraz „wieszanie Judasza”.
Pies w wierzeniach słowiańskich charakteryzował się umiejętnością przekazywania wiedzy o przyszłości i o śmierci, widzenia istot niematerialnych oraz niekiedy występowaniem w roli środka apotropeicznego przeciw wiedźmom. Pojawiał się również w bajkach ajtiologicznych, co może świadczyć o długiej wspólnej historii gatunku człowieka i psa. Zwierzę to w świadomości społecznej miało charakter ambiwalentny. Demoniczność psa wiązano z jego podobieństwem do wilka, który stanowił jedno z największych zagrożeń ludności tamtego okresu, ale z drugiej strony pełnił też funkcję stróża i obrońcy przed demonami. Na obszarze Pomorza i Wielkopolski dokonywano doboru hodowlanego psów, w celu uzyskania pożądanego umaszczenia charakteryzującego się występowaniem jasnych łatek w okolicach brwi nazywanych „dodatkową parą oczu”, zwierzęta o takim umaszczeniu nazywane były „jaruczakami”. Psy w wierzeniach pojawiały się jako personifikacja demonów wodnych utopców, płanetników oraz dusz zmarłych.
Mieszkańcy słowiańskich wsi przestrzegali tabu związanego z obszarem przyrody przez obawy związane z gniewem Boga i karą, która polegać miała na klęsce żywiołowej. Tabu to było konsekwencją pozostałości wierzeń o charakterze metempsychicznym w folklorze.

### Chrześcijaństwo
Zwierzęta w religiach monoteistycznych zajmują podrzędne role. Stanowisko religii niektórych Kościołów chrześcijańskich charakteryzuje się dominionizmem, czyli poglądem że zwierzchność ludzi nad zwierzętami wynika z prawa Bożego. Ułomność zwierząt wynikać miała z braku rozumu oraz duszy. Wyjątkowo negatywny stosunek wobec zwierząt kształtowany był w okresie inkwizycji. Zwierzęta postrzegane były jako bestialskie oraz blisko powiązane ze światem sił nieczystych. Istnieje również chrześcijański pogląd podkreślający znaczenie zwierząt jako stworzeń Bożych, reprezentowany przez św. Franciszka z Asyżu oraz realizowany w formie średniowiecznych procesów sądowych jako przedstawiciel stron. Dowody znaczenia relacji człowieka ze zwierzętami znajdują się w Nowym Testamencie w kontekście pokłonu zwierząt przed nowo narodzonym Jezusem oraz późniejszych interakcji apostołów ze zwierzętami. Apokryfy dostarczają jeszcze liczniejszych przykładów świadczących o ważnej roli zwierząt, a treści Drugiej Księgi Henocha uznają istnienie ich nieśmiertelnej duszy.

### Ateizm
Na przełomie XIX i XX w. zwierzęta były obszernie wykorzystywane w celach naukowych. Działania te uzasadniono popularną wówczas teorią darwinizmu społecznego, zakładającą walkę o byt i zwycięstwo silniejszych, w tym przypadku gatunku ludzkiego nad innymi zwierzętami. Polityka ta była kwestionowana przez coraz to szersze grupy aktywistów i ekologów. W efekcie działacze antagonistycznego ruchu aby uwiarygodnić istotność swoich roszczeń, zaczęli wykorzystywać podobne ramy naukowe, odwołując się do teorii darwinowskiej jako dowodu na pokrewieństwo ludzi i zwierząt. Ruch ten skupiał w większości osoby bezwyznaniowe. Również dzisiaj w Stanach Zjednoczonych ateiści i agnostycy są statystycznie najbardziej zaangażowani w ruchy na rzecz praw zwierząt. Psychologowie wskazują, że może to być wynikiem zakwestionowania wyższości ludzi jako dzieci Bożych oraz posiadania duszy wyłącznie przez istoty ludzkie.

### Shintoizm

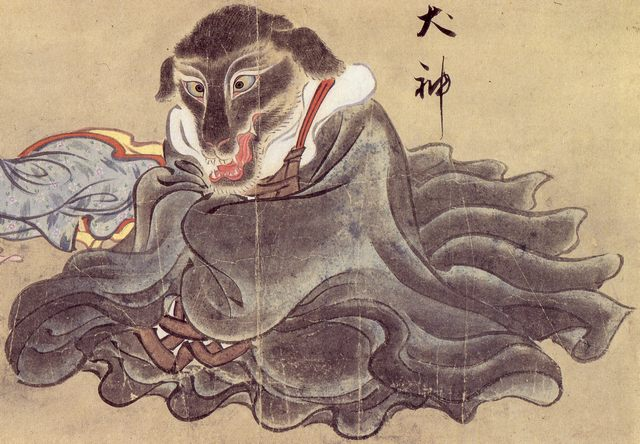
Duch inugami. Ilustracja autorstwa Sawaki Suushi w Hyakkai-Zukan

Shintō zakazuje jakichkolwiek form znęcania się nad zwierzętami w formie fizycznej i magicznej, ze względu na zdolność każdej żywej istoty do emanacji pod postacią ducha lub bóstwa. Pies i kot domowy pełnią liczne funkcje w tradycyjnej religii Japonii, ze względu na przypisywane im magiczne zdolności. Występują w postaci zoomorficznego domowego bóstwa inugami oraz jako znaki zodiaku. Pies postrzegany jest jako opiekun kobiet oczekujących potomstwa, z tego powodu pierwszy dzień drugiego trymestru ciąży nazywany jest „psim dniem”. Jako zwierzęta magiczne postrzegane są również lisy i jenoty, które posiadają umiejętność przybierania postaci ludzkiej oraz wybranych przedmiotów.

### Buddyzm
Buddyzm jest religią, której orędzie zaadresowane jest do wszystkich żywych stworzeń. Konsekwencją tego jest powszechność diety wegetariańskiej. Buddyści, ze względów ideowych, angażują się w ruch na rzecz ochrony zwierząt. W tradycji buddyzmu chińskiego powszechny jest zwyczaj fang sheng polegający na wykupieniu przez mnichów zwierząt pochwyconych przez myśliwych i ponownym wypuszczeniu ich na wolność.

### Religie Indian Ameryki Północnej
Psy na tle fauny posiadały najbardziej złożoną symbolikę sakralną w religii rdzennych Amerykanów. Były przedstawicielami sił kosmicznych, dlatego też składano je jako ofiary rytualne podczas ceremonii religijnych.